# Abbaye Saint-Pierre de Marcilhac-sur-Célé
Pour les articles homonymes, voir Abbaye Saint-Pierre.
L’abbaye Saint-Pierre de Marcilhac-sur-Célé est située à Marcilhac-sur-Célé dans le département français du Lot en région Occitanie.

## Histoire

### De la fondation à la Révolution française
Le nom de Marcilhac apparaît en 654 dans le testament de saint Didier, évêque de Cahors, qui fait des dons à l'abbaye de Saint-Amand qu'il avait fondée et où il souhaitait être inhumé.
Une cella (ou celle) a été établie par des bénédictins de Moissac, fuyant les Normands. Pépin, roi d'Aquitaine, la prend sous sa protection en 845 ou 848. Au Xe siècle l’abbaye est indépendante. L'abbaye Saint-Pierre est la bénéficiaire de libéralités d'un vicomte de Tulle, Adhémar des Échelles, vers 930, et d'un comte de Rouergue, Raymond II, en 961.
Des fouilles faites en 1968-1969 ont permis de trouver le plan initial du chevet de l'abbatiale. Sa similitude avec celui de l’abbaye de Conques ont permis d'établir qu'elle a été construite au milieu de XIe siècle. La composition du portail sud, archaïque, le fait réaliser vers 1100. On place la réalisation des chapiteaux du portail occidental au milieu du XIe siècle. L'architecture des parties hautes de l'abbatiale avec des arcs brisés des tours les situerait au plus tôt dans le deuxième quart du XIIe siècle. Les piles cruciformes du porche, fortement désaxées et dépourvues de colonnes engagées, pourraient être les vestiges d'une église du XIe siècle. Le style des chapiteaux de la salle capitulaire permet de les dater du milieu du XIIe siècle. Les chapiteaux du cloître déposées le font dater du XIIe siècle.
Au XIIe siècle, elle est très puissante et elle posséda plus de cent fiefs, dont l'église de Rocamadour donnée en 1030 par Déodat ou Dieudonné, évêque de Cahors. Trop riche, elle s’en désintéressa et c’est en vain qu’elle tenta d’en reprendre la maîtrise quand des moines de Tulle y eurent retrouvé le corps de saint Amadour. Le procès entre les deux abbayes a duré jusqu'en 1193, date à laquelle l'abbé de Marcilhac, Géraud, accepte la possession de Rocamadour par le monastère de Tulle contre une indemnité de 3 000 sols.
Durant la guerre de Cent Ans les grandes compagnies anglaises ruinèrent l’église et les bâtiments conventuels. En 1389, les lieux sont dits dévastés et pratiquement sans habitants. En 1437, le monastère est trop pauvre pour faire les réparations les plus urgentes.
Les Hébrard de saint-Sulpice relevèrent l'abbaye. La restauration des bâtiments est faite pendant l'abbatiat de Raymond et Guillaume d'Hébrard, mais n'est pas terminée en 1515. Le projet de reconstruction de l'église semble prévoir une reconstruction complète de l'église sur les fondations romanes en conservant une partie des élévations. Pour dater ces travaux, on possède un document dans lequel Jeanne d'Hébrard demande à être enterrée dans la chapelle du transept dédiée à la Vierge, en 1450. En 1461, l'abbé Guillaume d'Hébrard peut s'agenouiller devant le maître-autel. En 1515, les moines se plaignent d'être exposés au froid ou à la chaleur pendant les messes. Le style de la reconstruction gothique font dater la réalisation de la partie gothique autour de 1500. Une clef de voûte conservée de la chapelle sud du bras sud du transept porte des armoiries de la famille La Roque-Toirac. Deux membres de cette famille ont été cellérier de l'abbaye entre 1461 et 1515.
Au cours des guerres de Religion, une troupe de protestants incendia l'église et une grande partie des bâtiments conventuels subsistants. Des travaux sont faits au début du XVIIe siècle mais le monastère reste en mauvais état. En 1679, un tiers de l'église est en ruines, « le cloître tout entier et les autres lieux réguliers détruits et inhabitables ».
En 1750, l'abbaye est sécularisée et l'église devient paroissiale.
À la Révolution, les bâtiments conventuels sont vendus comme biens nationaux.

Panorama des ruines de l'abbaye.

### Le renouveau auXXesiècle
L'ancienne abbatiale avec les ruines du cloître et attenantes ont été classées au titre des monuments historiques le 20 novembre 1906, les immeubles aux abords de l'église, le 31 mai 1939, et la porte sud de l'enceinte avec le mur et les maisons qui y sont adossées ont été inscrites le 13 janvier 1965. Le retable majeur a été restauré par l'atelier de restauration Parrot de Vénès en 2010.

### Les nouveaux travaux
Après sa venue à Marcilhac-sur-Célé, la présidente de la région Occitanie annonce l’octroi de 3 à 4 millions d’euros pour la restauration de l’édifice qui sera réalisée sous la supervision des monuments historiques.
D'autre part, l'entretien de l’intérieur de l'abbaye est entrepris en 2012 par Norbert Turini et l'abbé Guillaume Soury-Lavergne.
En 2015, afin d'acheter un orgue, l'abbé Soury-Lavergne crée le buzz en lançant un appel au bénévolat et au mécénat sur Facebook et le site Credo Funding. Deux objectifs sont fixés : attirer de jeunes bénévoles pendant l'été et installer les orgues de l'abbaye en bâtissant une tribune validée par les services de l’État, et en donnant les moyens au facteur d'orgue de disposer l'instrument à exprimer toute la gammes et la richesse de son timbre unique. La somme nécessaire à réunir est de 50 000 €.
Le club de parachutisme de Cahors s'associe à l'action de rénovation en proposant à l'abbé Guillaume de sauter en parachute une fois un premier objectif de 25 000 € atteint,.
Le saut a finalement lieu le 17 juillet 2015 à l'occasion des cinquante ans du club de parachutisme, la barre des 25 000 € étant dépassée.
En mai 2016, afin de récolter de nouveaux fonds, l'abbé Guillaume lance le jour de la Pentecôte un nouvel appel aux dons et relèvera le défi posé par un spéléologue intitulé « faites plonger l'Abbé ». Pour chaque euro récolté, il descendra d'un centimètre dans le Ressel de Marcilhac mondialement connu pour sa profondeur.

## Architecture

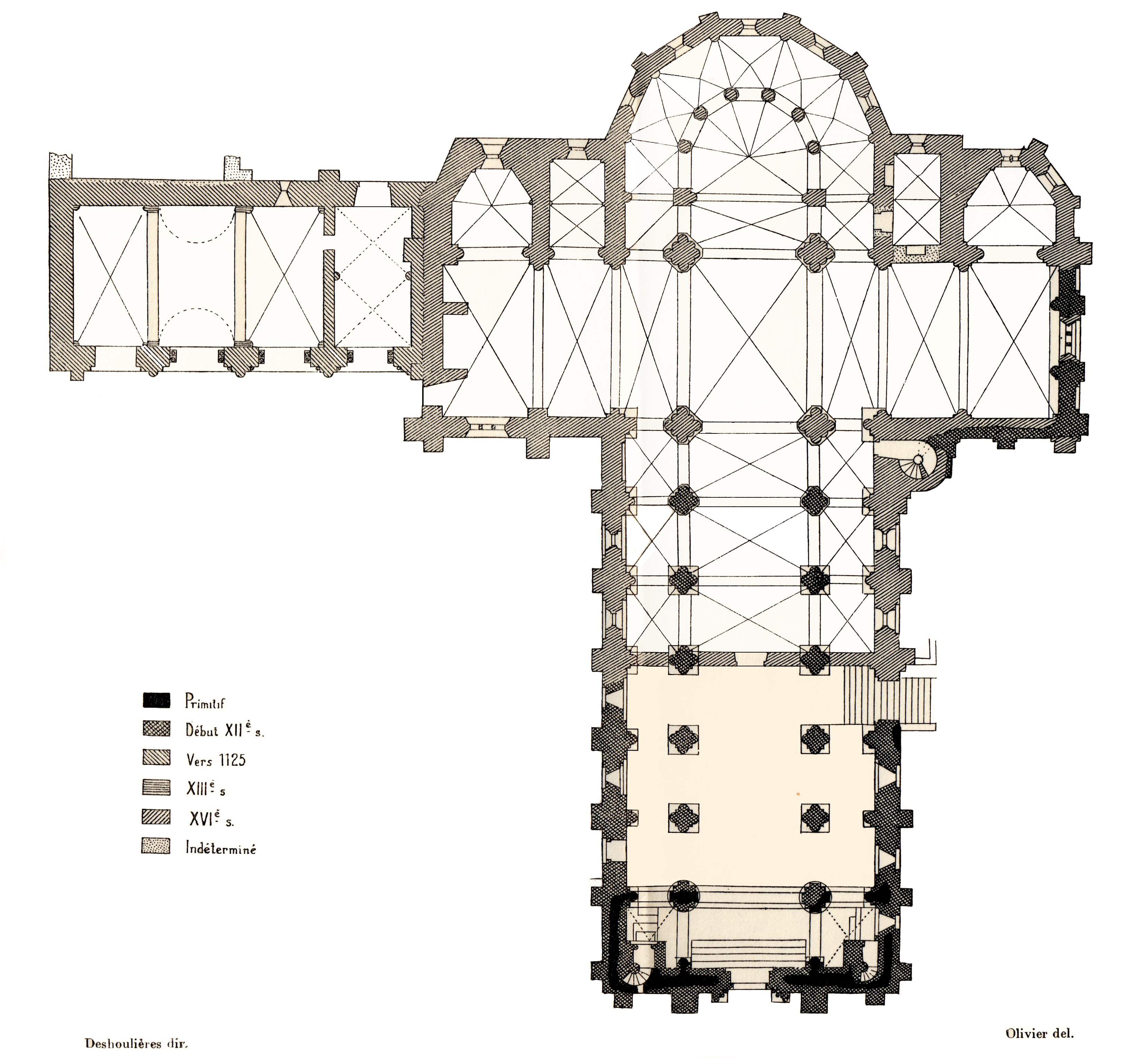
Plan des vestiges de l'abbaye (Congrès archéologique de France - 1937).

L'église abbatiale se compose de deux parties bien distinctes :
- Un ensemble des XIe et XIIe siècles. Le portail sud est orné d’un tympan daté vers 1100. Il présente un Jugement dernier avec le Christ en majesté entre le soleil et la lune, les anges portant les instruments de la passion, Pierre et Paul. L’ancienne nef romane est à ciel ouvert. De puissants piliers conservent leurs arcs dénudés et leurs chapiteaux sculptés. Dans le prolongement du croisillon nord, la salle capitulaire datée de 1125 environ présente des chapiteaux historiés dans les baies ogivales.

- La construction gothique du XVe siècle sert toujours d'église paroissiale, avec un chevet pentagonal, une nef en ogive, et un transept important. Elle contient de nombreuses boiseries du XVIIe siècle : des lambris de revêtement de chapelle, des fragments de retables, un ambon. L'église compte aussi un tableau intitulé La Vierge à l’Enfant de l'école de van Dyck et des fresques du XVe siècle représentant le Christ et les apôtres. Des peintures du XIIe siècle représentant deux pèlerins à la coquille et au-dessous une vie de saint Jacques ont été récemment mises au jour dans l’absidiole nord.

Sont également intéressants le clocher carré, fortifié au XIVe siècle, les épaisses murailles portant des têtes de pierre au sommet des contreforts, le donjon de la demeure de l’abbé, et en face, la maison en colombages avec un linteau à chrisme, où Henri IV aurait séjourné en 1580.

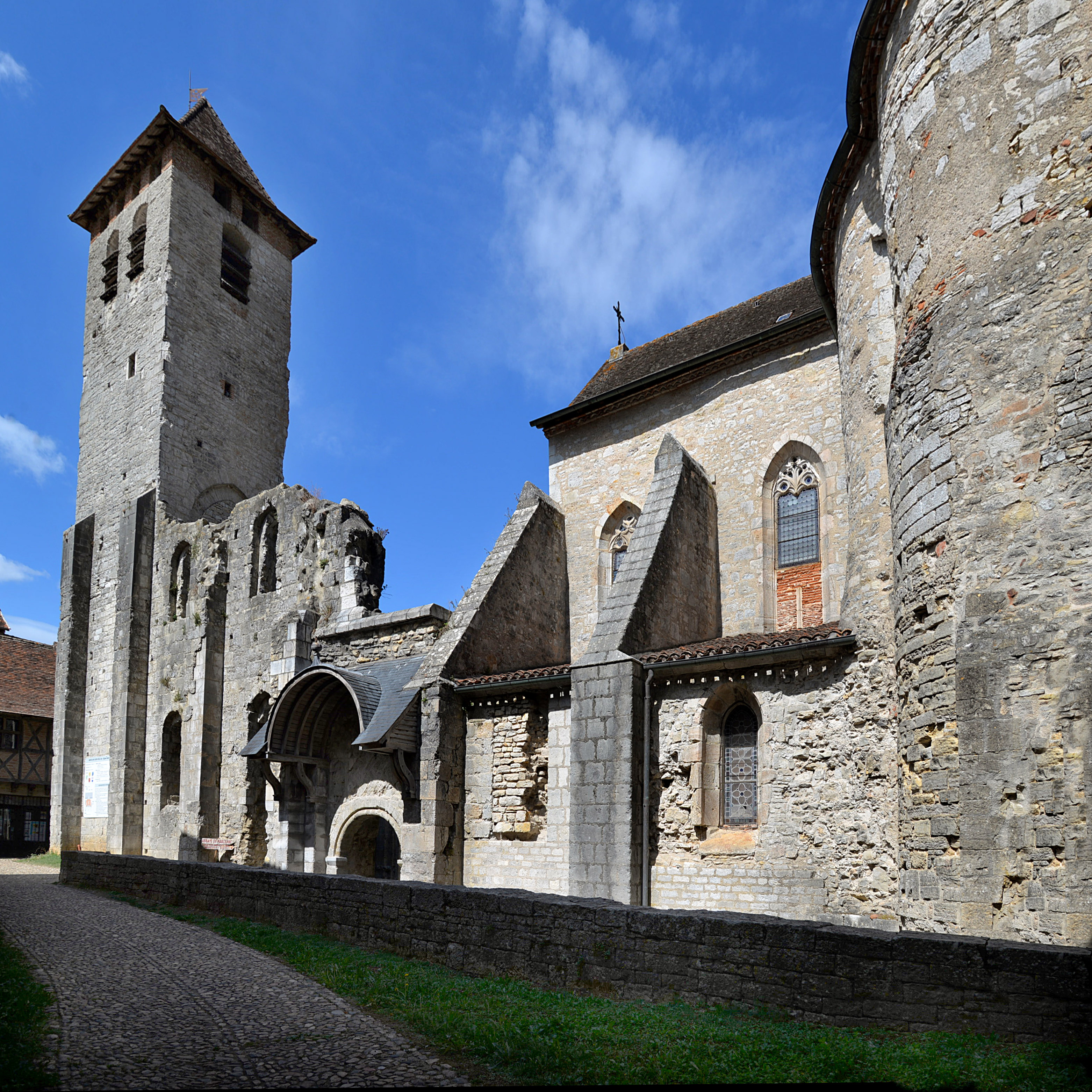
Vue sud de l’église abbatiale.
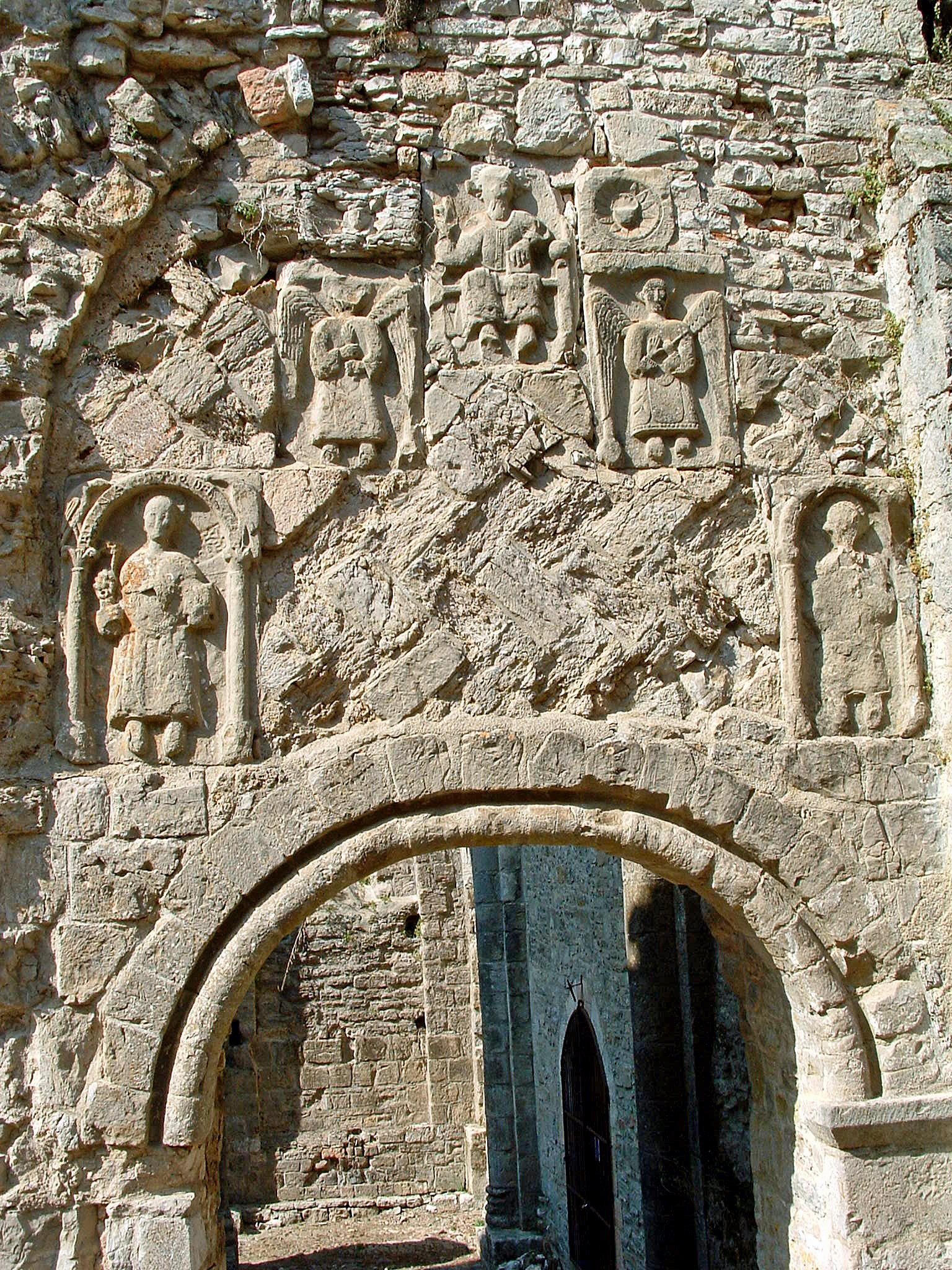
Portail sud.
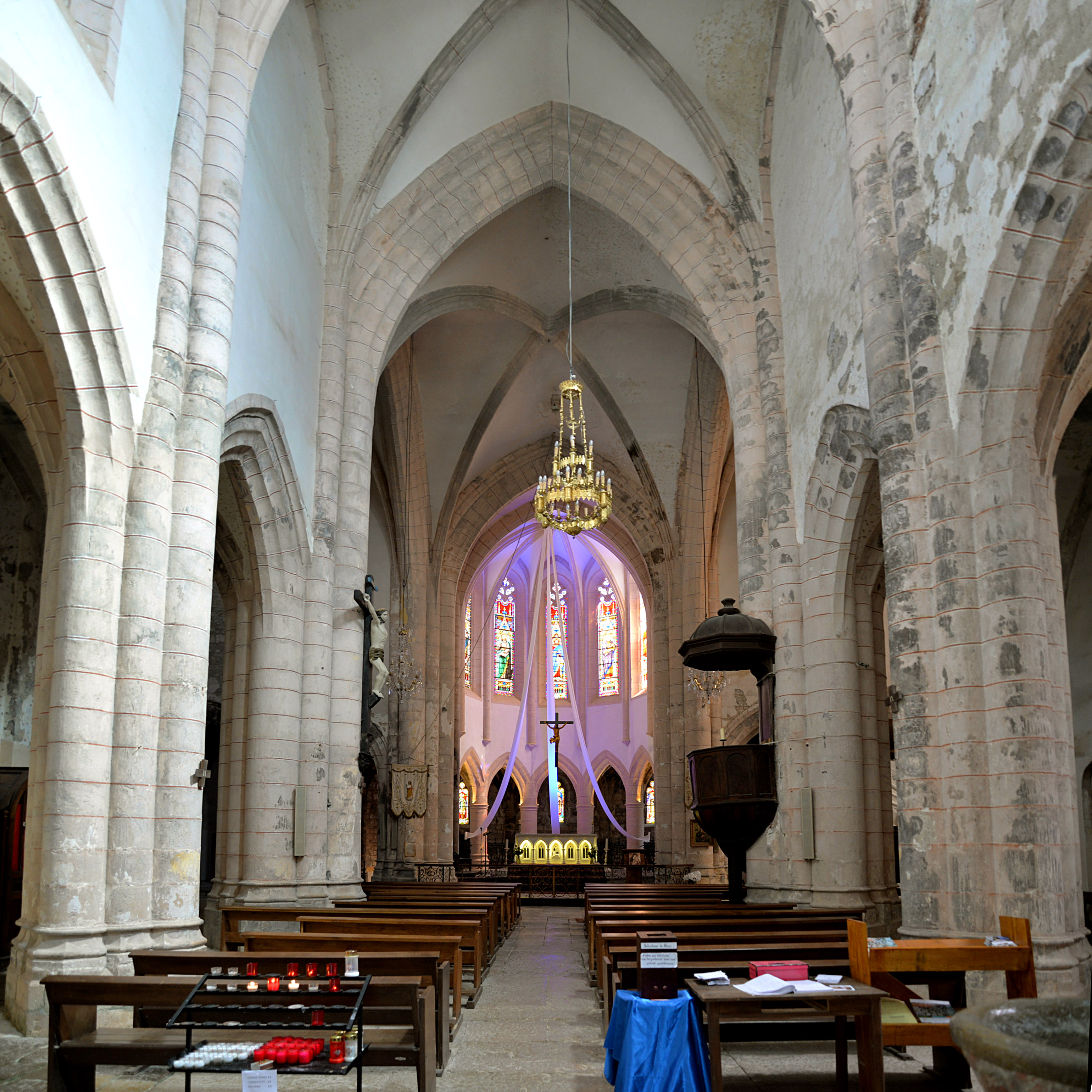
Nef de l’église abbatiale.
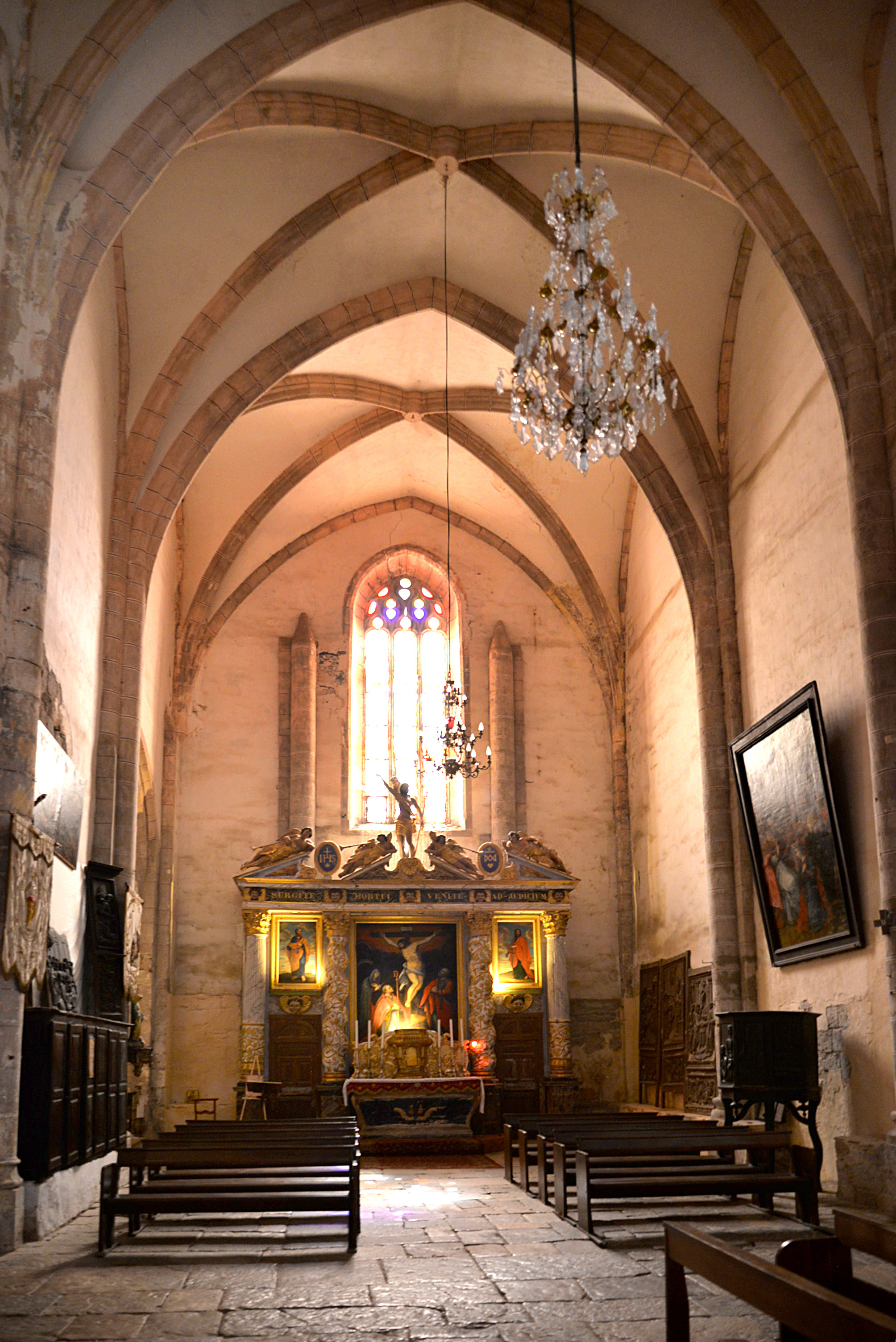
Retable majeur dans l’église abbatiale.